# Juan Zambudio Velasco
Juan Zambudio Velasco (Jumilla, 25 novembre 1924 – Igualada, 21 gennaio 2004) è stato un calciatore e allenatore di calcio spagnolo nel ruolo di portiere.
Nella sua carriera ha giocato per Mollet, Barcellona e, prima del ritiro, nel Sabadell.

## Carriera

### Club
Venne messo sotto contratto dal Barcellona nel 1942, all'età di 21 anni. Era solito giocare con un cappellino calato in testa, che forniva sia caldo che protezione dalla luce troppo forte: l'origine di questa sua abitudine è da far risalire all'uso di giocare le gare invernali alle 15, per usare la luce diurna. Fu il primo portiere del Barcellona finché nel 1949 non subì un infortunio agli occhi che lo costrinse ad un intervento e ad un lungo periodo di riabilitazione. Una volta ristabilitosi, il suo posto in porta era stato preso saldamente da Antoni Ramallets, e Velasco non riuscì mai a riprendersi i guantoni da titolare.
Nel 1954 lasciò il Barcellona per giocare nel Sabadell; un anno dopo si ritirò dal calcio giocato. Subito dopo l'abbandono dell'attività, lavorò come allenatore del Sabadell.

### Nazionale
Ha vestito la maglia della Catalogna, ma non ha mai giocato alcuna gara ufficiale per la Nazionale spagnola.

## Palmarès

### Club
- Campionato spagnolo: 5

Barcellona: 1945, 1948, 1949, 1952, 1953
- Coppa di Spagna: 3

Barcellona: 1951, 1952, 1953
- Supercoppa di Spagna: 3

Barcellona: 1949, 1952, 1953
- Coppa Latina: 2

Barcellona: 1949, 1952

### Individuali
- Trofeo Zamora: 1

1948